# Херцогство Лука
Херцогство Лука (на италиански: Ducato di Lucca; Ducatus Lucensis) е италианска малка държава между 1805 и 1815 г. и още веднъж след Виенския конгрес и съществува до 1847 г. с главен град Лука.
Територията е принадлежала към Република Лука. По-късно е анектирана от Великото херцогство Тоскана поради липса на наследник на трона.
На 27 юни 1805 г. корсиканският благородник Феличе Бачиоки (Феликс Паскуле Бачиоки]], женен за Елиза Бонапарт, сестра на Наполеон I Бонапарт, е издигнат за княз на Лука и Пиомбино като Феликс I до 1814/1815 г.
През 1815 г. Карлос II Лудвиг Бурбон Пармски (Carlo Ludovico di Borbone) получава княжеството като обезщетение за загубата на Херцогство Парма. След неговата смърт княжеството попада към Тоскана.